# Pishtaku

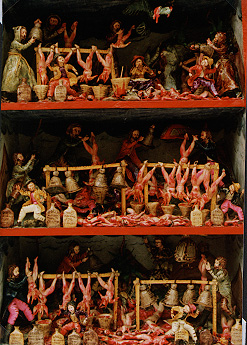
Pistaku, peruanisches Retablo, Ayacucho.

Pishtaku, Pishtakuq oder Pishtaq (auf Ancash-Quechua), hispanisiert Pishtaco, in Südperu Nak'aq (auf Qusqu-Qullaw-Quechua) oder Nakaq (auf Chanka-Quechua), in Puno und Bolivien Kharisiri, Lik'ichiri oder Llik'ichiri (auf Aymara), ist in der andinen Tradition der Quechua und Aymara in Peru und Bolivien ein monströser, meist weißer Mörder, der den ermordeten Indigenen das Fett aussaugt.

## Wortherkunft
Das Wort Pishtaq „Schlächter“ leitet sich vom Verb in den zentralperuanischen Quechua-Mundarten (Waywash) pishtay „schlachten, die Kehle durchschneiden“ ab. Mit der gleichen Bedeutung wird im Südlichen Quechua der Name Nak'aq vom Verb nak'ay hergeleitet. José María Arguedas stellte hierzu 1953 fest, dass in Ayacucho und Apurímac der Name Nakaq und in Jauja (Junín) der Name Pishtaku allein den Menschenschlächter bezeichnet, niemals aber den Tierschlachter (Metzger). Allerdings verwendet Carlos Falconí Aramburú aus Ayacucho 1986 in seinem quechuasprachigen Waynu Viva la Patria über den bewaffneten Konflikt in Peru das Verb nakay für das Hinschlachten einer Kuh, sipiy („erwürgen, ermorden“) dagegen für das Hinschlachten der Menschen. In Ancash, wo Pishtakuq oder Pishtaq ebenfalls den Menschenschlächter bezeichnet, wird pishtaq auch für den Tierschlachter verwendet, und Kuchi Pishtaq (Schweineschlächter) ist der Name eines Sterns, bei dessen Erscheinen am Himmel am Vorabend von Allerheiligen die Schweine geschlachtet werden. Ebenso wird im Cusco-Quechua nak'ay auch für das Schlachten von Tieren verwendet. Bereits im Huarochirí-Manuskript drückt nakay das rituelle Schlachten eines Lamas für die Berggottheit (Wak'a) Pariacaca aus: Llamaykiktam nakapunki. In Ch’akalqocha bei Chinchero (30 km von Cusco) wurde der Name des Menschenschlächters mit ñak'aq wiedergegeben, ñak'ay heißt allerdings „fluchen“ und ist ein anderes Verb als nak'ay. Die Endung -kuna (pishtaqkuna, nak'aqkuna) steht für die Mehrzahl.
Der Aymara-Name kharisiri geht auf das Verb kharisiña „(für sich, mit einer scharfen Klinge) abschneiden“ zurück, lik'ichiri auf den Wortstamm lik'i „Fett (vom Tier oder Menschen)“, wobei die Verben lik'ichsuña und lik'ichaña „Fett wegnehmen“ oder „Fleisch zerschneiden, um Chicharrones zu machen“ bedeuten.

## Die Legende
Die Legende vom fettsaugenden Mörder Pishtaku oder Nak'aq ist in den peruanischen Anden insbesondere in den Regionen Ancash, Huánuco, Junín, Huancavelica, Cuzco, Ayacucho, Apurímac, Pasco und im Bergland von Lima lebendig. Die traumatischen Erfahrungen der Indigenen mit den spanischen Eroberern – ähnlich wie auch mit Vertretern der Macht bis in die Gegenwart – wurden in der Kolonialzeit bereits früh in Mythen verarbeitet. Der Pishtaku macht sich über Männer und Frauen her, die allein sind, und schneidet ihnen die Kehle durch, um ihr Fleisch in Form von Chicharrones zu essen und das Fett zu verkaufen. In anderen Erzählungen begräbt er seine Opfer, mitunter lebendigen Leibes, um die Erde zu düngen und den Gebäuden Festigkeit zu geben. Der Pishtaku ist in der Regel ein Weißer oder auch Mestize, ein Mann mit Hut und Lederjacke, hoch zu Ross oder im Auto, vom Staat privilegiert und hochgebildet. Mitunter kann er zu einer benachbarten indigenen Ethnie gehören.
Ricardo Palma beschreibt 1896 in der siebten Serie seiner Tradiciones Peruanas, wie Quechuas von Cusco in der Zeit um 1700 die dortigen Mönche vom Orden Padres Belethmitas oder Barbones (gegründet 1667) als Nacas (Quechua: nak'aqkuna) bezeichneten, die Indigene entführten und töteten, um ihnen Menschenfett zur Herstellung von Salben zu entnehmen.
In der andinen Tradition ist viel Körperfett ein Zeichen von Gesundheit, während Krankheiten mit Abmagerung und Fettmangel erklärt werden. Die Praxis der Conquistadores, Wunden mit dem Fett erschlagener Feinde zu behandeln, entsetzte die Indigenen.
In heutigen Erzählungen wird das Menschenfett für die Funktionsfähigkeit von Maschinen wie etwa Getreidemühlen oder Flugzeugmotoren, in anderen Fällen für pharmazeutische Produkte benötigt. Ebenso werden in Entwicklungshelfern, dem US-amerikanischen Peace Corps oder den Missionaren von SIL International Pishtaku gesehen. Hierzu gehört auch die Vorstellung, dass Kinder zunächst gemästet werden, damit ihnen später das Fett ausgesaugt werden kann.
Als Handlanger katholischer Geistlicher tritt der Nak'aq (hier: ñak’aq), ehemaliger Jünger Jesu, noch in den Jahren 2005 und 2007 in der Erzählung San Bartolomé ñak’aqman tukupun („Wie Sankt Bartholomäus ein Nak'aq wurde“) aus der Gegend von Chinchero bei Cusco auf. Für abgeliefertes Menschenfett – benötigt für Menthol und Medizin – erhält er von den Priestern des Konvents Santo Domingo Silber (oder Geld). Während durch die Landreform unter Juan Velasco Alvarado ab 1969 der vormalige kirchliche Großgrundbesitz den Indigenen gehört und die Tribute – Naturalien und Arbeit – für „Christus, die Seelen und den Priester“ abgeschafft sind, treiben die Nak'aqkuna weiter ihr Unwesen. Wem das Schicksal bestimmt ist, durch einen Nak'aq zu sterben, kann dem nicht entrinnen.
Die Angst vor dem Pishtaku wird von Eltern gegenüber ihren Kindern auch als Erziehungsmittel eingesetzt und so direkt an die nächste Generation weitergegeben.
Nach Einschätzung von Anthony Oliver-Smith, der in den 1960er Jahren in Ancash forschte, hat die Legende vom Pishtaku und das damit verbundene tiefe Misstrauen in die Fremden eine überlebenswichtige Funktion, um die indigene Gemeinde einig und auf Distanz von der realen Bedrohung durch die Weißen und Mestizen zu halten.

## Literarische Verarbeitung
Der Pishtaco hat Eingang in verschiedene literarische Werke der spanischsprachigen südamerikanischen Literatur gefunden, so im Roman Tod in den Anden (Lituma en los Andes) von Mario Vargas Llosa sowie in der Erzählung Tierra de Pishtacos (Land der Pishtacos) von Dante Castro Arrasco. In einem Lied des peruanischen Liedermachers Ciro Gálvez Herrera, das sich mit dem bewaffneten Konflikt in Peru Ende des 20. Jahrhunderts auseinandersetzt, nimmt der Quechua-Titel Iskay pishtaku chawpimpi „zwischen zwei Pishtakus“ Bezug auf die Konfliktparteien Sendero Luminoso und Peruanische Streitkräfte als Pishtakus, welche die Indigenen ermorden, während der spanische Titel Entre dos fuegos, „zwischen zwei Feuern“, lautet. Ranulfo Fuentes Rojas, der in seinem bekannten Huaino El Hombre („Der Mensch“) ausdrückt, dass er nicht der Henker sein will (No quiero ser el verdugo), bringt dies in der Quechua-Version Runa („Der Mensch“) mit dem Bild des Nakaq zum Ausdruck: Munaymanchu nakaq kayta („Ich würde nicht der Nakaq sein wollen“).
Der Pishtaco war auch die Vorlage für eine 2009 bekannt gewordene, aber schnell als Erfindung einiger Polizisten entlarvte moderne Legende, nach der eine als Pishtacos bezeichnete Bande von Serienmördern im Zeitraum seit den 1970er Jahren 60 Menschen ermordet haben soll, um ihr Fett an Kosmetikfirmen zu verkaufen.

### Texte auf Spanisch
- José María Arguedas: Cuentos mágico realistas y canciones de fiestas tradicionales. Folklore del Valle del Mantaro, Provincias de Jauja y Concepción. Archivo del Instituto de Estudios Etnológicos. In: Folklore Americano, Jahr 1, Nr. 1, Lima 1953.
  - S. 218. Cuentos de Pishtacus (Degollador)
  - S. 219. El toro devora a los pishtacus
  - S. 220. El toro mata a los pishtacus
  - S. 222. El pishtacu es muerto por medio de un ardid
  - S. 226. El pishtacu es muerto a tiros

### Texte auf Quechua
- S. Hernán AGUILAR: Kichwa kwintukuna patsaatsinan (Memento vom 20. Juli 2011 im Internet Archive). AMERINDIA n°25, 2000. Pishtaku 1, Pishtaku 2 (auf Ankash-Quechua, mit spanischer Übersetzung)
- Wañuchisqanmanta wirata tukuchinkus rimidyuman. Aufgezeichnet von Alejandro Ortiz Rescaniere 1971, erzählt von Aurelia Lizame (25 Jahre), comunidad de Wankarama / Huancarama, provincia de Andahuaylas, departamento del Apurímac. In: Alejandro Ortiz Rescaniere: De Adaneva a Inkarri: una visión indígena del Perú. Lima, 1973. S. 164–165 (auf Chanka-Quechua, online auf RUNASIMI.de: Nakaq (Nak'aq)).
- Wirachunchu – Märchen aus den Anden. Nakaq. Huk upas kasqa warmichantin … In: Winfried Dunkel: Quechua für Peru-Reisende. 4. Auflage. Reise-Know-How-Verlag Rump, Bielefeld 2003, S. 117–119. ISBN 3-89416-078-0 (Kauderwelsch 36).
- Delfín Farfán Villa, Roberto Farfán Villa (Comp.): Willaykusqayki. República del Perú, Ministerio de Educación, Lima 2014. Upachamanta, S. 12; Nakaqmanta, S. 38.

### Sekundärliteratur
- Horst Bornhütter: Die Mythenfigur des „kharisiri“ bei den Aymara. In: Ekkehard Schröder, Dieter Frießem (Hrsg.): George Devereux zum 75. Geburtstag. Eine Festschrift. Vieweg Verlag, Wiesbaden 1984, ISBN 3-528-07920-7, S. 197–202.